# Chiesa di San Giorgio (Varenna)

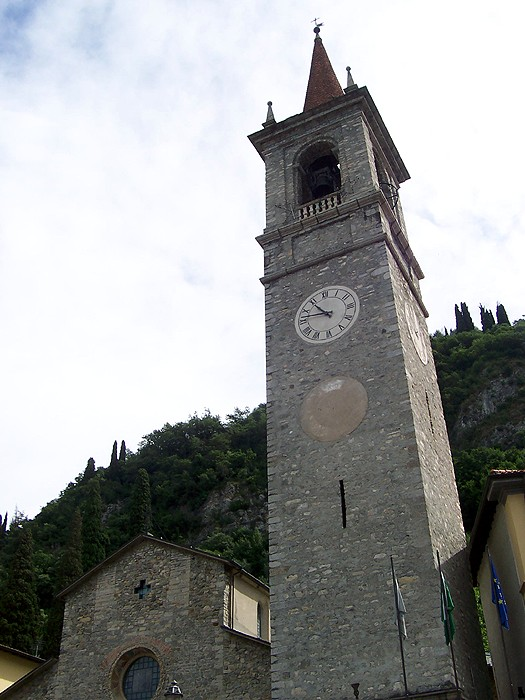
Il campanile

La chiesa parrocchiale di San Giorgio risale al XIII secolo ed è situata nell'omonima piazza nel centro di Varenna. Costruita su un preesistente edificio del XII secolo e rielaborata in epoche successive, è stata riscoperta dopo alcuni restauri nella seconda metà del Novecento come esempio di architettura medievale lombarda. Oggi presenta una struttura architettonica gotica, riconoscibile soprattutto all’interno dell’edificio suddiviso in tre navate con volte a crociera.

## Storia
La chiesa fu probabilmente costruita in tre fasi, come si può notare dalla composizione dei pilastri. Essi infatti sono in pietra nella parte inferiore e in laterizio nella parte superiore, rivelando una stroncatura dei lavori di costruzione della chiesa. La prima fase si può collocare nei primi decenni del Duecento, in cui furono eretti il fusto in pietra dei pilastri e le pareti perimetrali. Sono di fattura tardo-duecentesca le pareti in cotto, gli archi delle navate e la conclusione in laterizio dei pilastri. La terza fase, risalente al XIV secolo,  interessò principalmente l'antica copertura lignea, di cui rimangono la cornice e gli attacchi sulle pareti, che fu sostituita con una copertura voltata in muratura. L'oratorio è quindi nel complesso databile tra il Duecento e il Trecento, anche se la prima notizia certa risale al 1313. Non è ancora chiaro se la costruzione della chiesa si avvenuta sulla base di un precedente edificio religioso altomedievale. Alla seconda metà del Quattrocento risalgono la costruzione di sacrestia e campanile, quest'ultimo rimaneggiato nel 1653. Altre rielaborazioni interessarono il complesso nel corso di tutto il Seicento e il Settecento.
Il carattere gotico della chiesa venne riportato alla luce da alcuni restauri intrapresi nella seconda metà del Novecento.

## Struttura architettonica
La facciata a salienti rivela la struttura interna a tre navate, di cui la centrale è più alta delle laterali. La pianta rettangolare è priva di transetto. Le volte della navata centrale sono sostenute da due file di tre pilastri circolari poggianti su base quadrata, mentre quelle delle navate laterali sono sostenute esternamente da peducci a cono poggianti sulle pareti perimetrali e sono dette volte "pensili". Affiancate all'abside centrale si aprono due cappelle laterali. Lo spazio interno è diviso in quattro campate illuminate ciascuna da una monofora e restano tracce delle antiche finestre piccole e strette con arco a tutto sesto, databili intorno alla fine del Duecento. Al centro della facciata si apre un ampio oculo circolare, chiuso da una vetrata. A destra della porta centrale è collocato l'affresco raffigurante San Cristoforo, protettore dei traghettatori.
L’ultimo restauro del 2001 ha interessato il tetto, che si era deteriorato a causa di numerose infiltrazioni che avevano danneggiato l'intonaco.

## Interni

### Opere pittoriche
All'interno della chiesa sono custodite opere di importante interesse storico-artistico, tra cui gli affreschi delle cappelle e delle colonne e alcuni polittici.

#### Affreschi
All’interno della chiesa sono conservati affreschi risalenti al XIII secolo. Sulla controfacciata è rappresentato un Giudizio universale (XV secolo), con un mastodontico Belzebù che divora le anime dei dannati. Sulle colonne ai lati dell’altare maggiore sono dipinte due figure: a destra un santo in abiti vescovili, a sinistra una santa coronata. I due personaggi sono identificabili nelle figure di Papa Gregorio Magno e della regina Teodolinda, la quale era particolarmente venerata nella zona, in quanto, secondo un’antica tradizione, aveva scelto come sua ultima dimora il Castello di Vezio, che si erge sul promontorio sopra Varenna. Sul fondo della cappella laterale destra è collocata una serie di santi e vescovi sempre risalente al Duecento, incorniciata da decorazioni floreali alternate a croci.

#### Battesimo di Gesù
Nella cappella laterale sinistra è conservato un dipinto su tavola ad opera di Sigismondo de Magistris, pittore attivo nel territorio lariano: il Battesimo di Gesù. L’opera, datata 1533, come riportato nella finta iscrizione dipinta in alto sinistra, rappresenta San Giovanni Battista che versa l’acqua battesimale sul capo di Gesù inginocchiato e accompagnato da due angeli. Lo sfondo è costituito da un paesaggio montano con due cime tra le quali si intravede la colomba dello Spirito Santo. Nella predella San Giovanni evangelista e San Giorgio affiancano la Madonna col Bambino.

#### Polittico della Madonna col bambino e Santi
Tredici tavole in legno costituiscono quel che resta di un polittico tardoquattrocentesco, ripetutamente citato come pala dell'altarmaggiore tra il 1566 e l'inizio del secolo successivo. La tavola principale del polittico, parzialmente dorato, rappresenta la Madonna in trono col Bambino e angeli musicanti. Le rimanenti tavole raffigurano, rispettivamente, i santi Stefano, Nicola, Ambrogio, Giorgio, Gerolamo, Lorenzo, Bernardo, Caterina d'Alessandria, Giovanni Battista, Eustachio, Agnese, Apollonia. Originariamente, il polittico si componeva di un numero ancora maggiore di tavole; due di esse, raffiguranti rispettivamente i santi Lucia e Antonio, furono trafugate nel 1977.

#### Trittico della cappella laterale destra
Il trittico della Madonna con Gesù Bambino tra San Martino e San Giorgio, risalente al XVI secolo, è stato recentemente restaurato da Claudio Fociani e Ede Palmieri. L'opera si trovava precedentemente nella vicina chiesa di San Giovanni Battista ed è ora collocata nella cappella laterale destra. È stata realizzata con la tecnica ad olio su tavola trasportata su tela, come attestato dall’iscrizione presente sul retro dei tre pannelli, che riporta i nomi dei restauratori, i fratelli Porta, accanto alla data, 1960. È citato anche un certo Sodoma come presunto autore del trittico, indicato anche da Giorgio Pudelko sotto suggerimento del collezionista Venier, il donatore dell'opera. In seguito, però, si preferì attribuire la realizzazione del trittico ad un ignoto pittore lombardo del XVI secolo, per la vaga somiglianza delle fisionomie a quelle di Leonardo e Zenale e per le analogie dei rapporti tonali con l'iconografia del bresciano.
I tre pannelli sono contornati da una cornice in legno intagliato con motivi classicheggianti. Quello centrale raffigura la Madonna con Gesù Bambino, quello di destra san Giorgio e quello di sinistra san Martino. La Vergine in veste purpurea siede con le gambe lievemente incrociate su un trono ligneo, dietro al quale pende un drappo verde. Gesù Bambino in braccio alla madre è nudo e in posizione eretta, con il capo rivolto verso sinistra e gli occhi che ricambiano lo sguardo dolce della Madonna. Le due tele laterali sono pressoché simmetriche: entrambi i santi sono rivolti verso il centro, reggono una spada e sono accompagnati da una figura ai loro piedi: San Martino avvolge un povero con il suo mantello, San Giorgio, raffigurato in una lucente armatura, calpesta un drago. I tre pannelli sono raccordati dallo sfondo celeste, ma si suppone un assemblaggio forzato dell'opera, suggerito da alcune incongruenze nelle prospettive e da dettagli che risultano artificiosi, quali i tagli troppo netti delle arcate e la sovrapposizione della cornice al soggetto centrale.

### Sculture e arredi
La chiesa conserva una Deposizione tardoquattrocentesca in legno, una serie di sculture in pietra e marmo realizzate tra i secoli XIV e XV, un Crocifisso del Cinquecento (posto in cima a un'arcata) e una Madonna del Rosario del tardo XVII secolo.
Al 1690 risale un confessionale intagliato da Giovanni Albiolo, mentre gli arredi della sagrestia sono del XVIII secolo.